# Pseudodeltaspis carolinae
Pseudodeltaspis carolinae là một loài bọ cánh cứng trong họ Cerambycidae.